# Нотама
Нотама (ест. Nootamaa) малено је естонско острво смештено у западном делу земље, западно од острва Сарема у акваторији Балтичког мора. Припада архипелагу Западноестонских острва. Административно припада округу Сарема, односно општини Кихелкона. Острво Нотама представља најзападнију тачку Републике Естоније.
Површина острва је свега 0,058 км². Острво је ненасељено, а због свог богатог орнитолошког екосистема део је националног парка Вилсанди.